# Célula Warthin-Finkeldey
Las células Warthin-Finkeldey son un tipo de células gigantes multinucleadas 
halladas en ganglios linfáticos hiperplásicos en las etapas tempranas del sarampión y en individuos infectados con VIH, 
así como en la enfermedad de Kimura 
y más raramente en diversos trastornos de neoplásicos (como el linfoma) y no neoplásicos de los ganglios linfáticos. Su origen es incierto, sin embargo, se ha demostrado previamente que se tiñen con marcadores similares a los utilizados en la células dendríticas foliculares, como la CD21. 
Observadas al microscopio, las células gigantes contienen hasta 100 núcleos y raramente muestran cuerpos de inclusión.

## Historia
En 1931, Warthin y Finkeldey describieron de manera independiente este
tipo de células gigantes multinucleadas en el tejido linfoide
amigdalar y adenoideo durante el estadio prodrómico del sarampión.

## Microscopía
Las células de Warthin-Finkeldey se observan como células sinciciales,
multinucleadas, con cuerpos de inclusión en el núcleo y en el citoplasma.

Las inclusiones nucleares se tiñen con la eosina.
Las inclusiones intranucleares pueden ser únicas o múltiples y varían en su grado de tinción.

Las células multinucleadas gigantes de Warthin-Finkeldey pueden ser obtenidas por examen microscópico directo de un frotis de la secreción laríngea.